# 耶稣堂 (圣塞瓦斯蒂安)

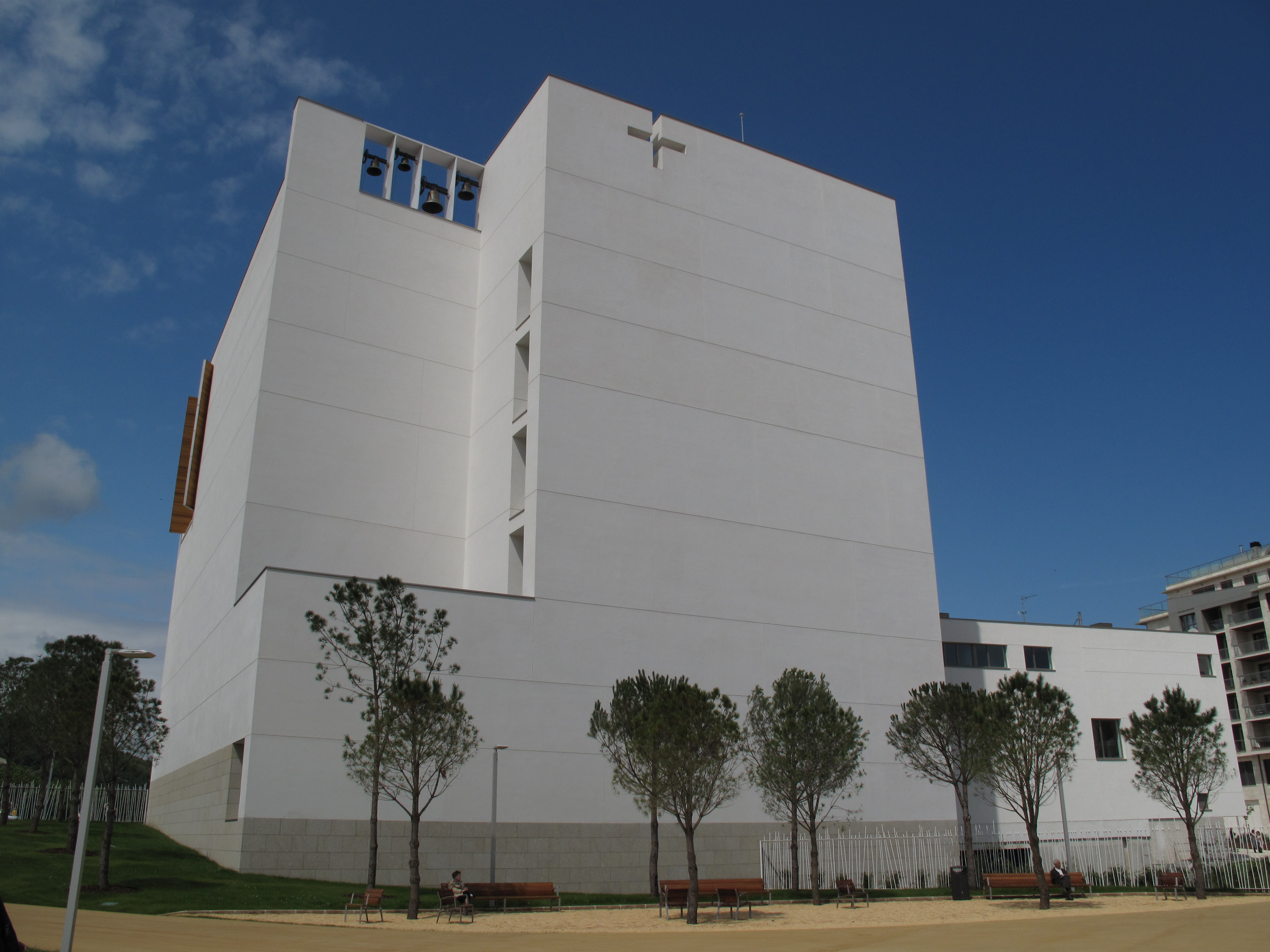

耶稣堂（西班牙语：Iglesia de Iesu）是一座罗马天主教堂区教堂，建于21世纪，现代风格、极简主义设计，位于圣塞瓦斯蒂安罗耀拉社区（barrio de Riberas de Loyola）的巴塞罗那大道（Avenida de Barcelona），在乌鲁梅阿河左岸，靠近纪念花园（Jardín de la Memoria），由建筑师拉斐尔·莫内欧（Rafael Moneo）领导的工程持续了四年（2007-2011年），于2011年春季竣工，2011年5月14日由主教José Ignacio Munilla Aguirre主持祝圣。

## 建筑
这座设计前卫的教堂占地约900平方米，呈十字形平面，有附属的堂区建筑，建筑面向东方，拉斐尔·莫内欧称其为“空间慷慨，材料非常谦虚”。建筑强调它的非严格对称，作者称其“试图反映当今世界的紧张局势”。
这座教堂强调采光，屋顶上不同的开放式百叶窗，光线穿过这些百叶窗，反射到教堂内外覆盖混凝土的白色墙面，在天花板上形成不对称的大十字架。人工照明由一系列悬挂的锥形灯组成，灵感来自伊斯坦布尔的蓝色清真寺，与教堂的高墙和天花板上不同的自然光形成对比。

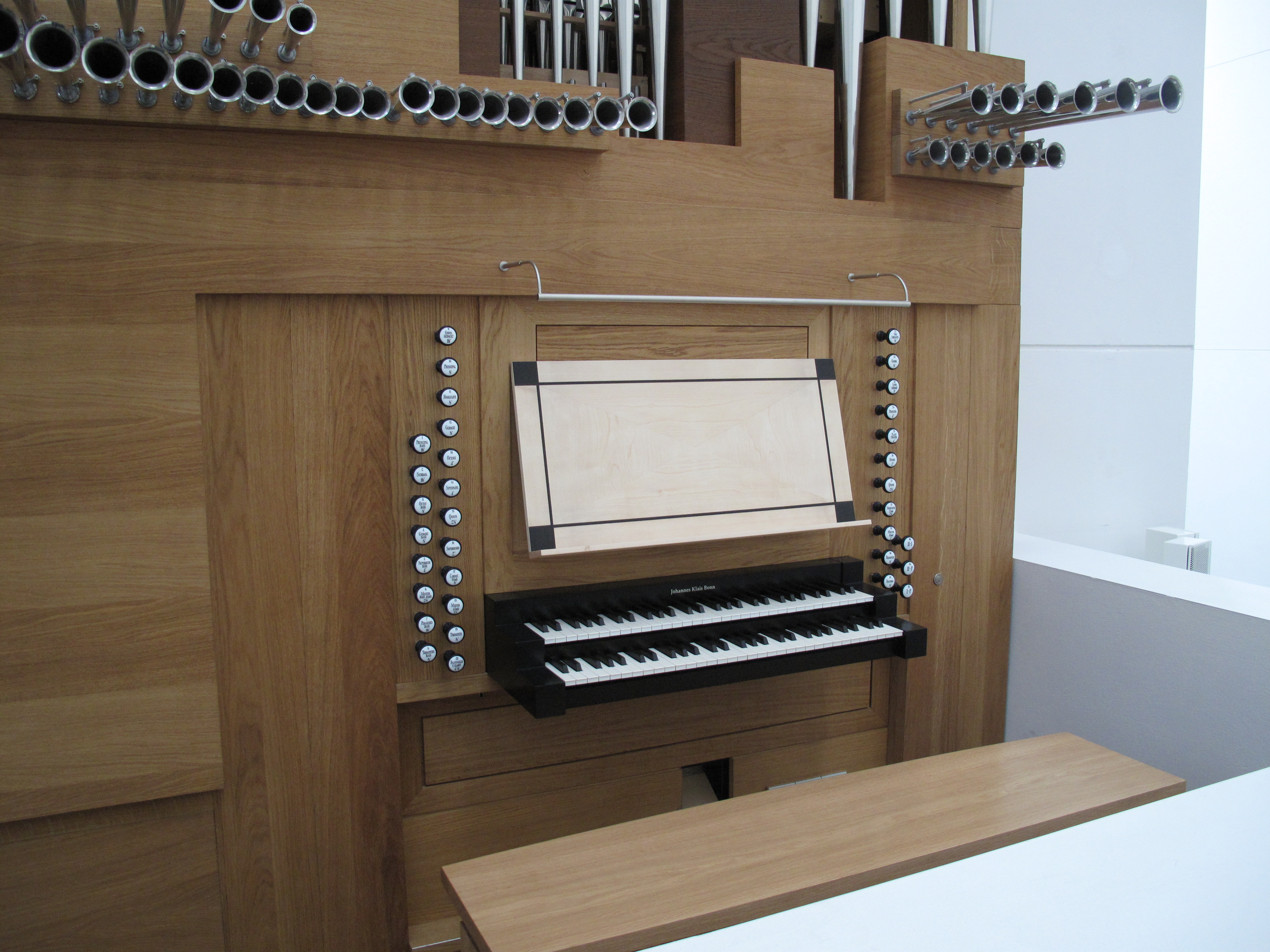

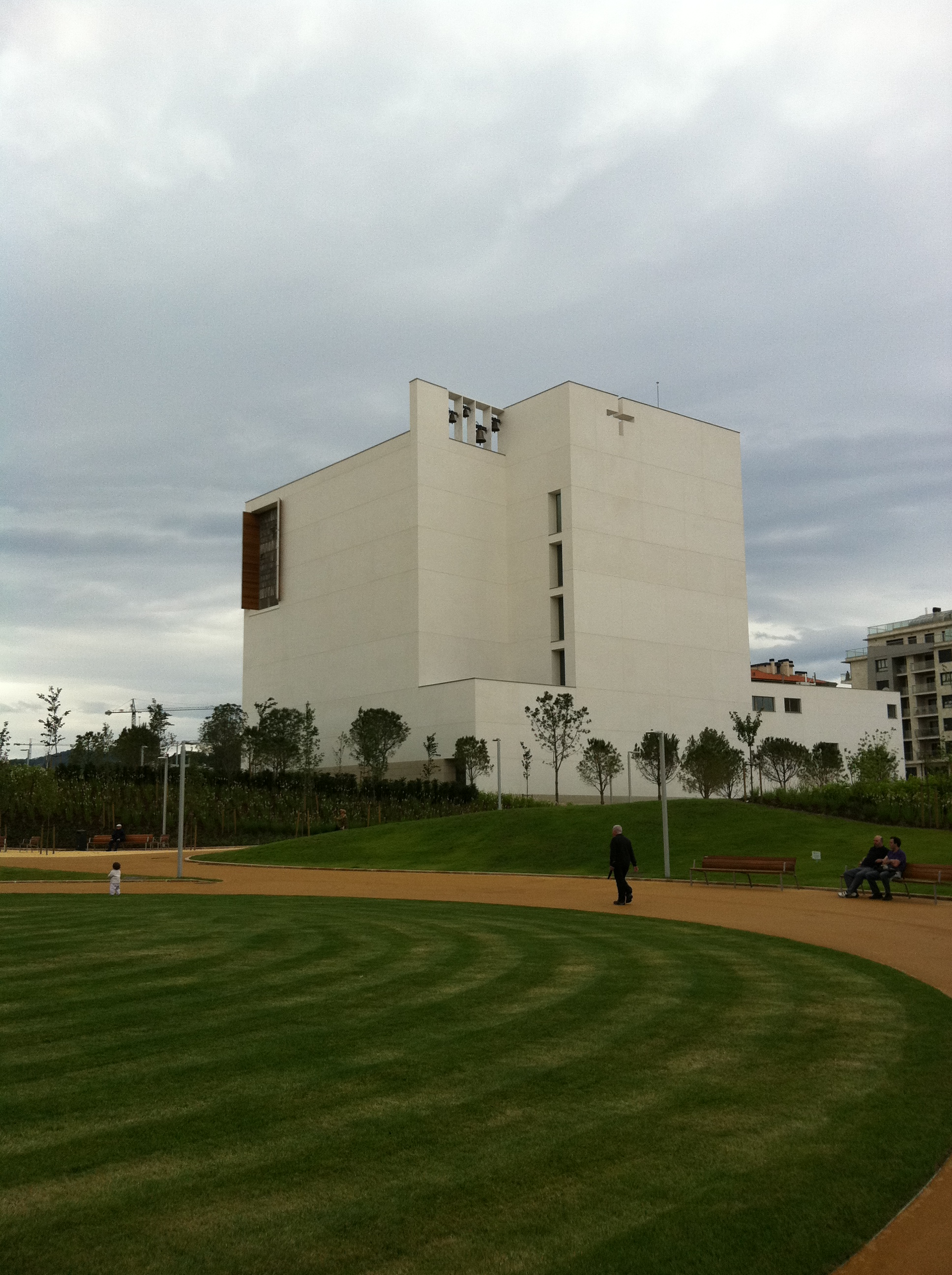
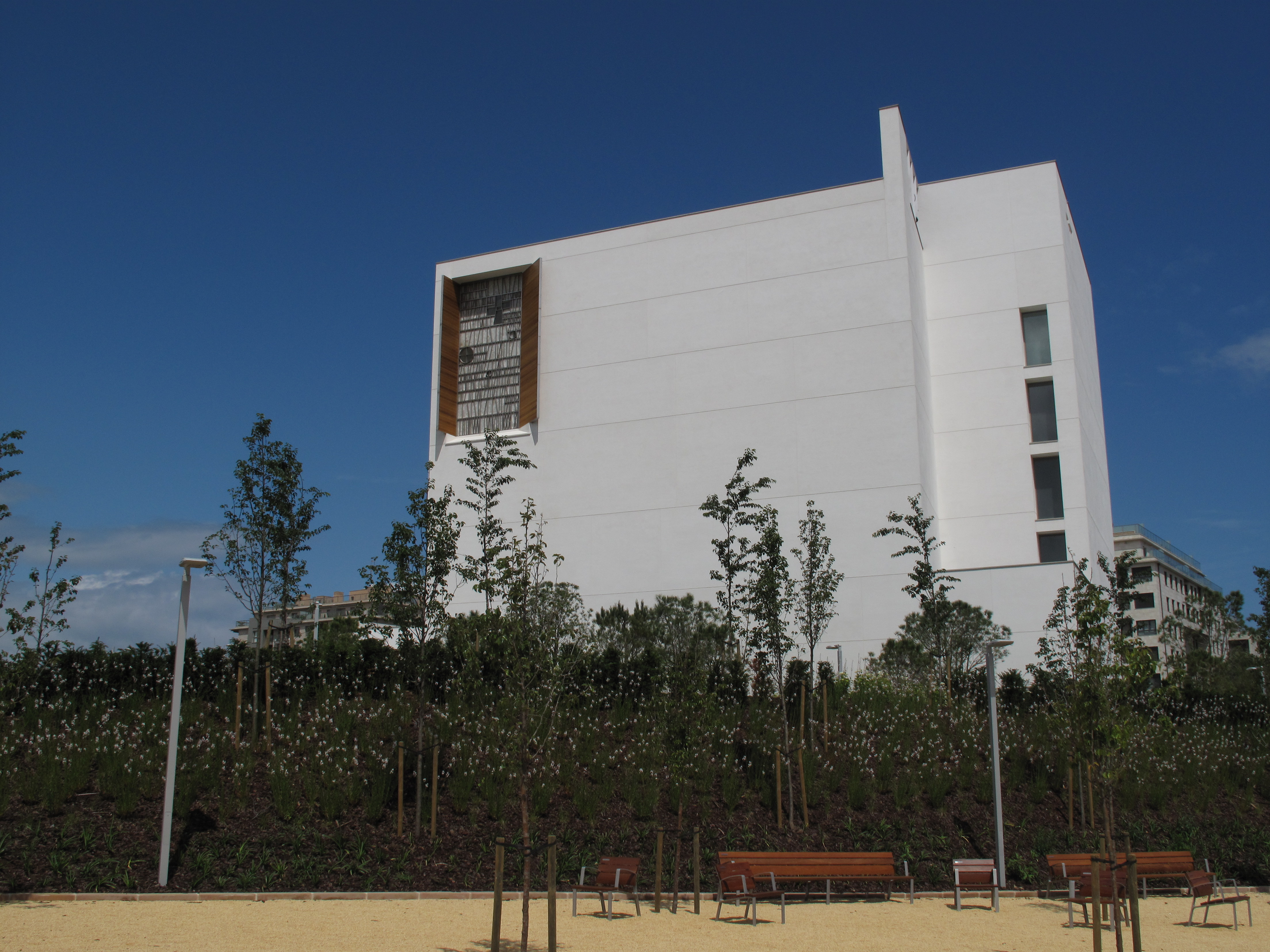
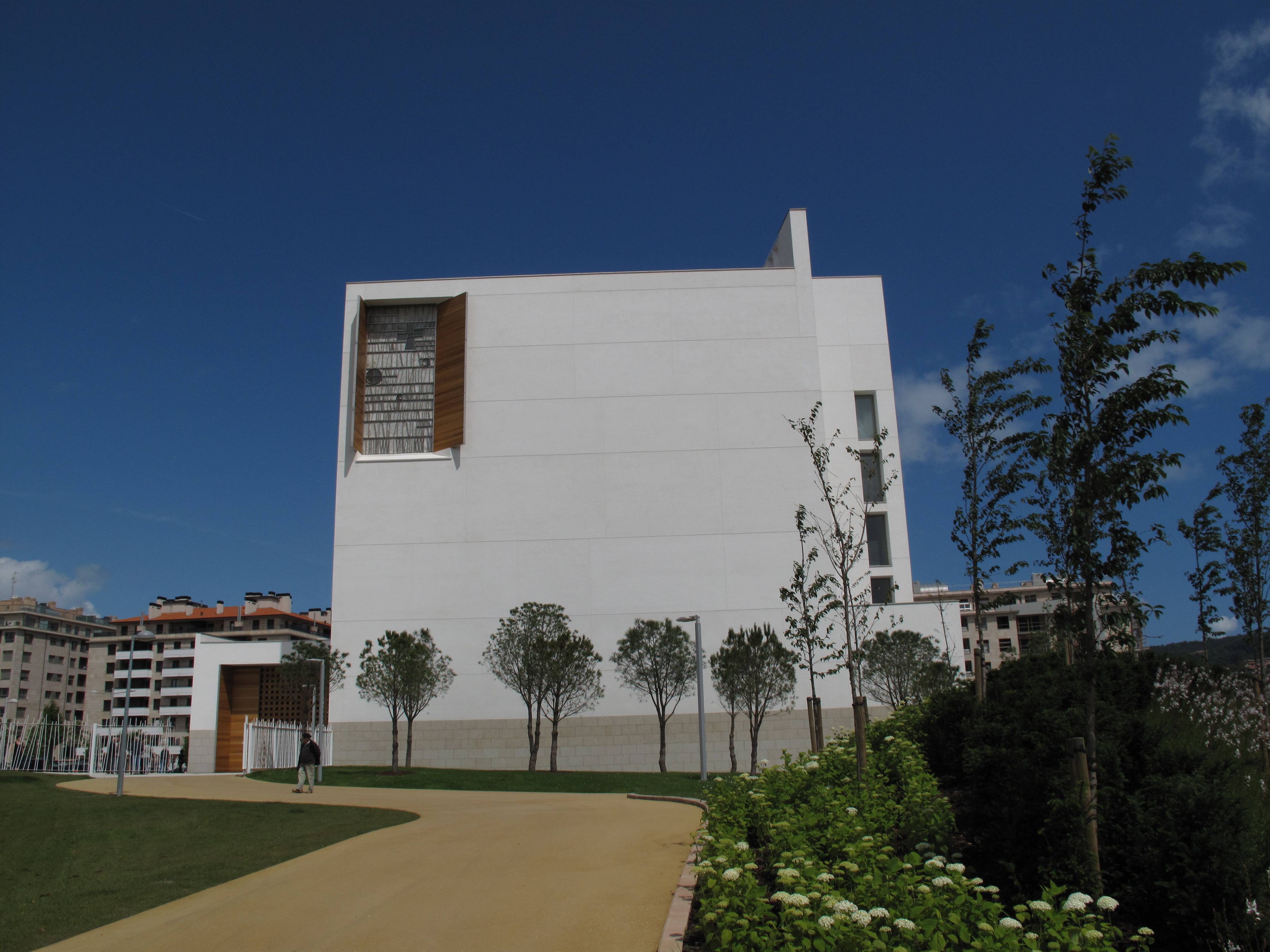
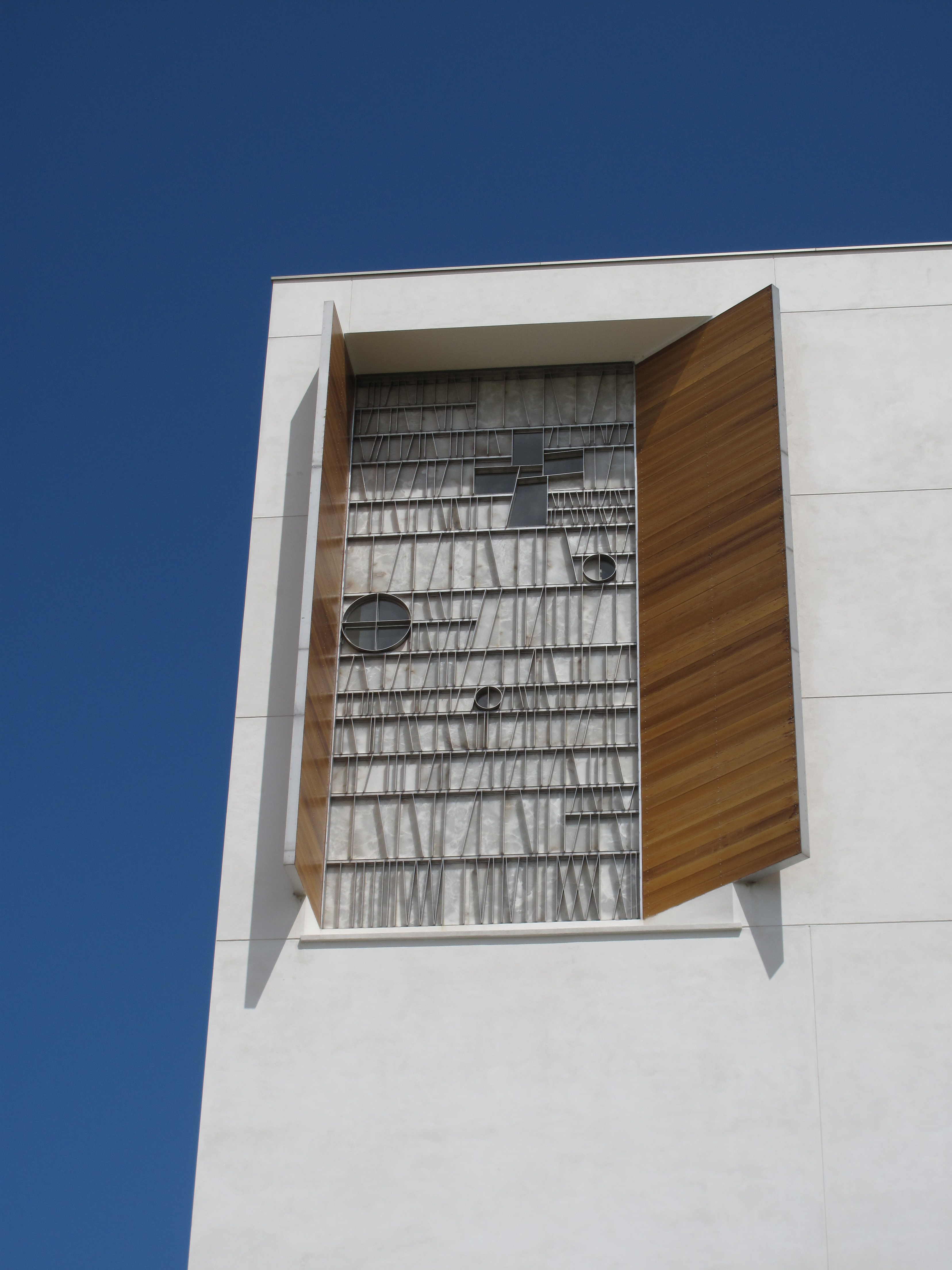
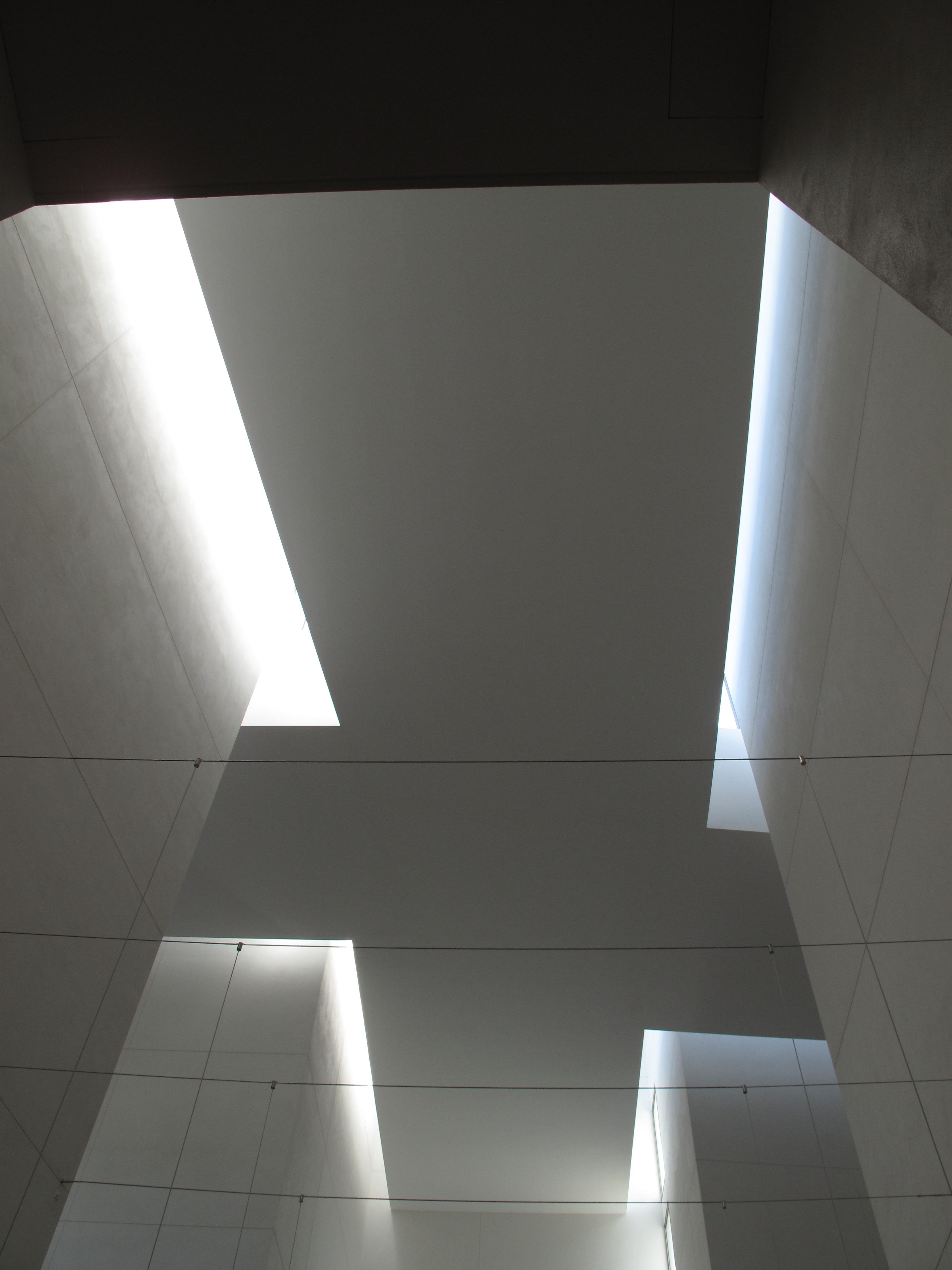
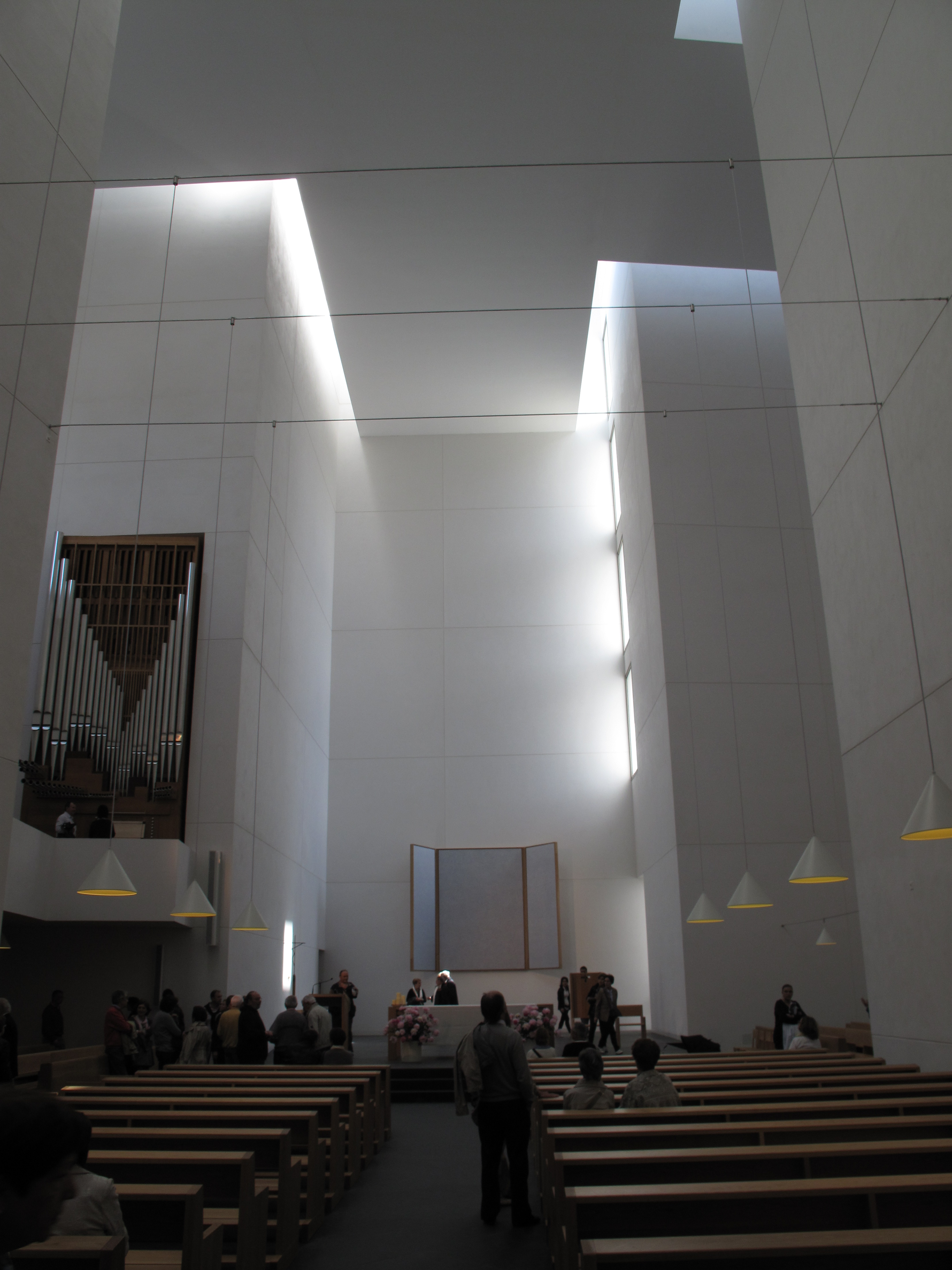
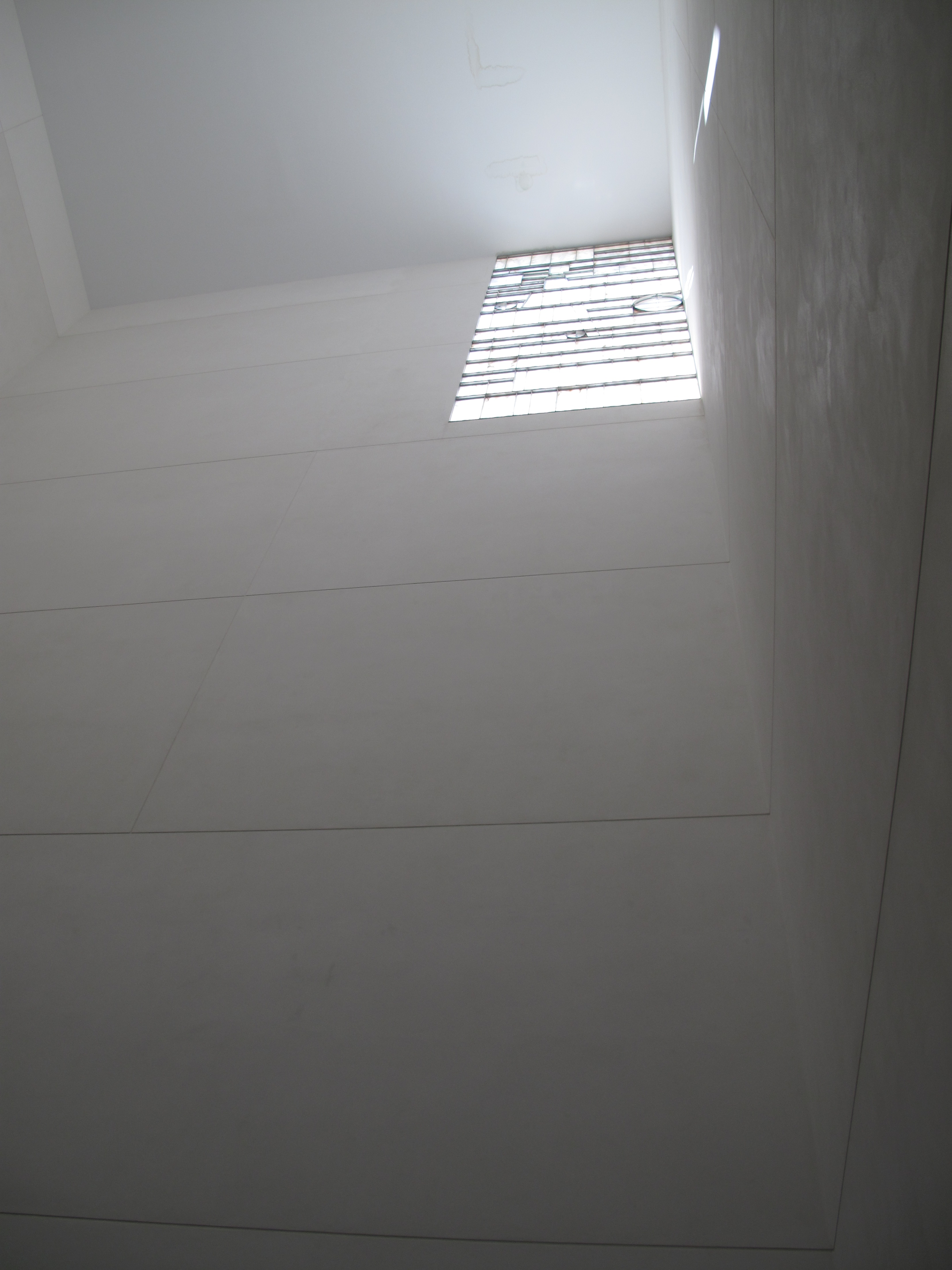
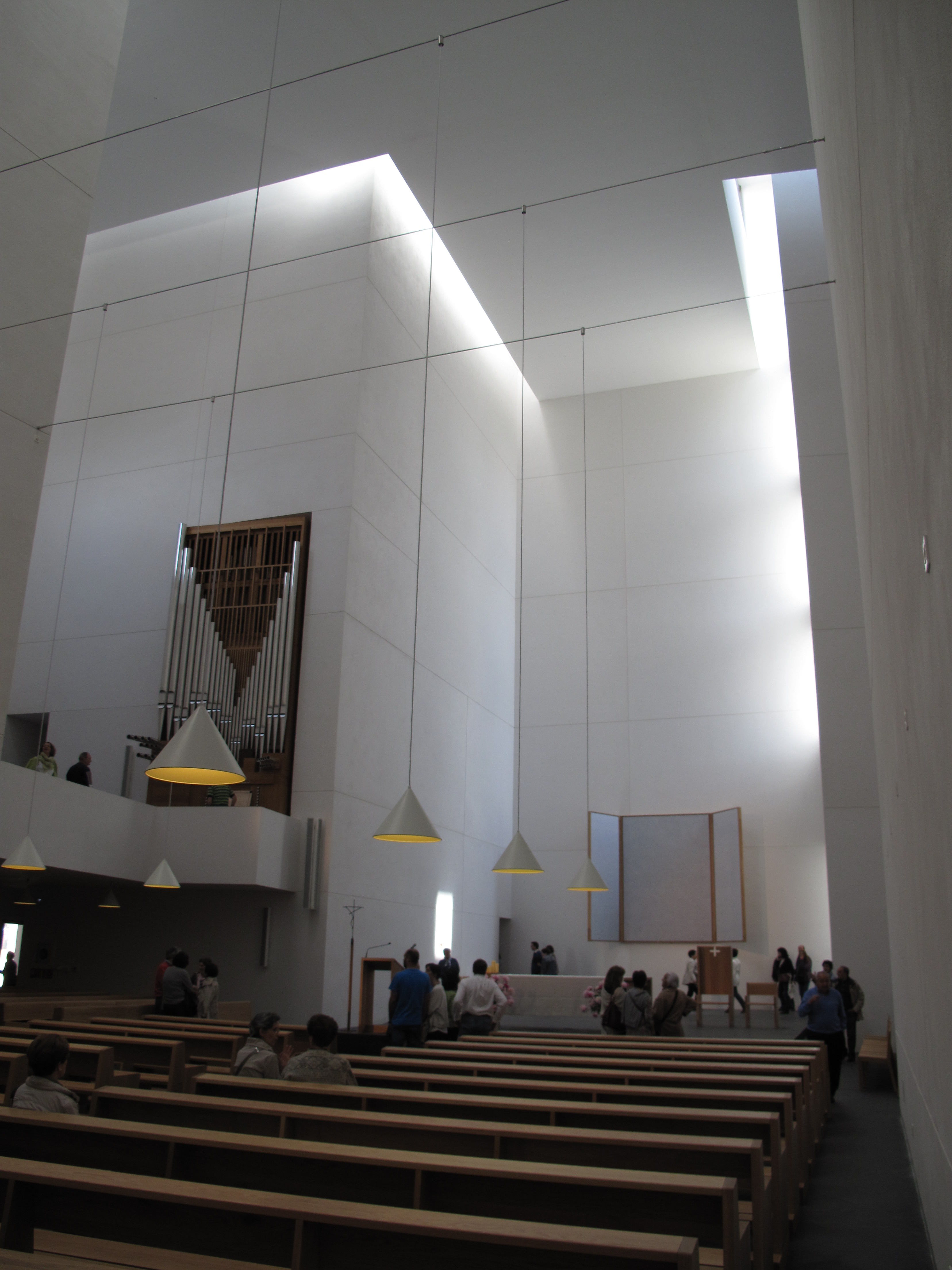
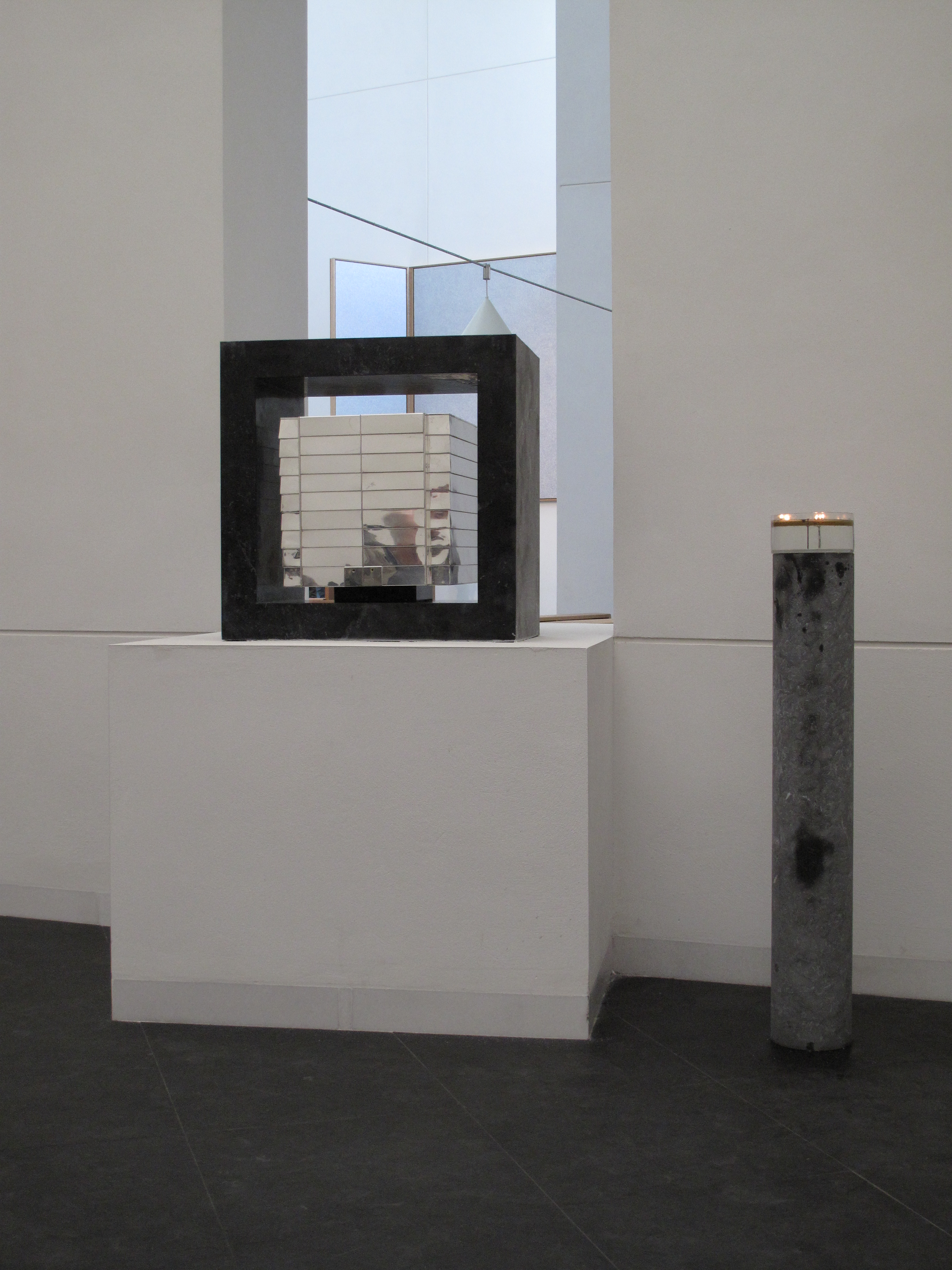
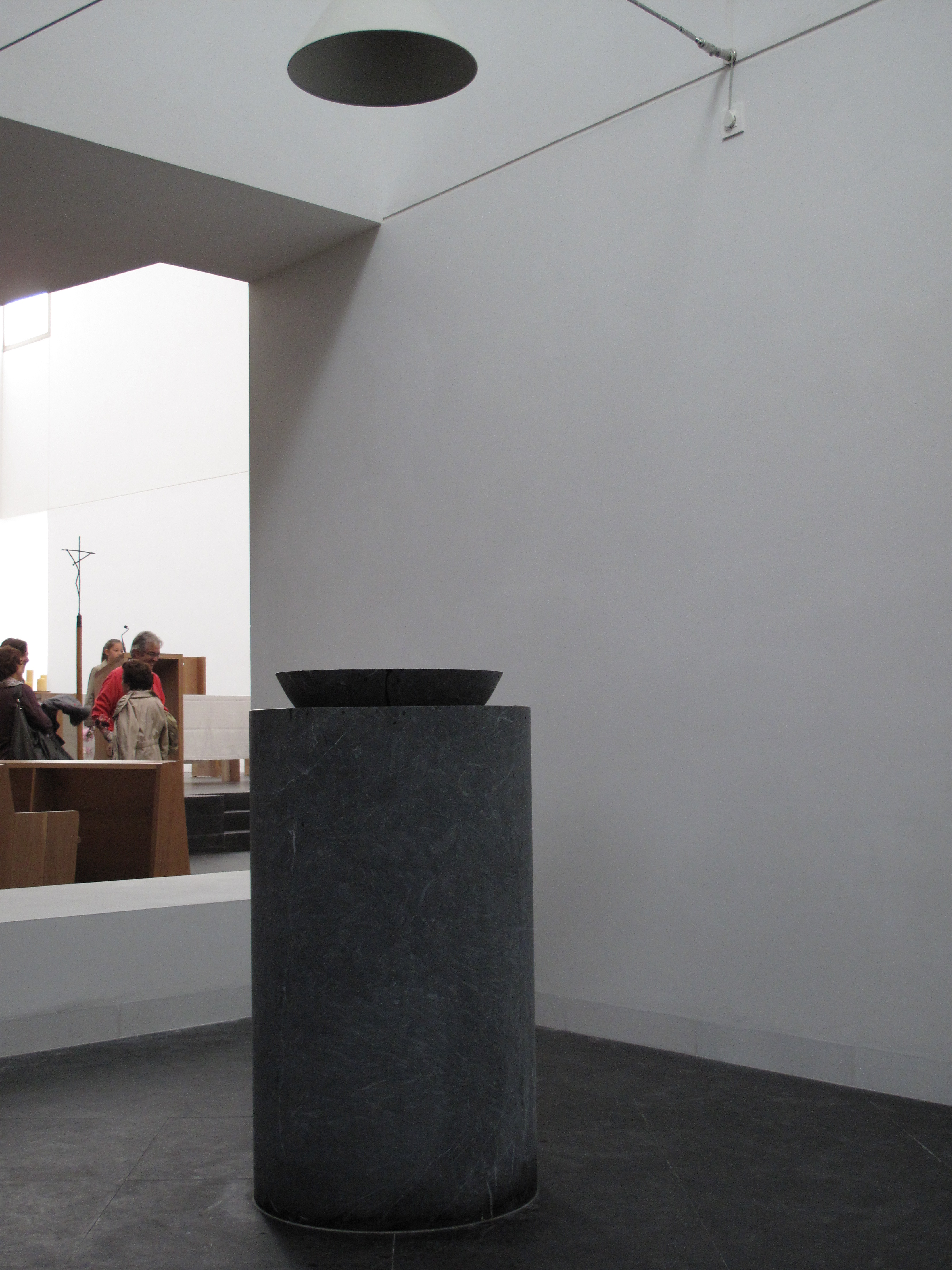
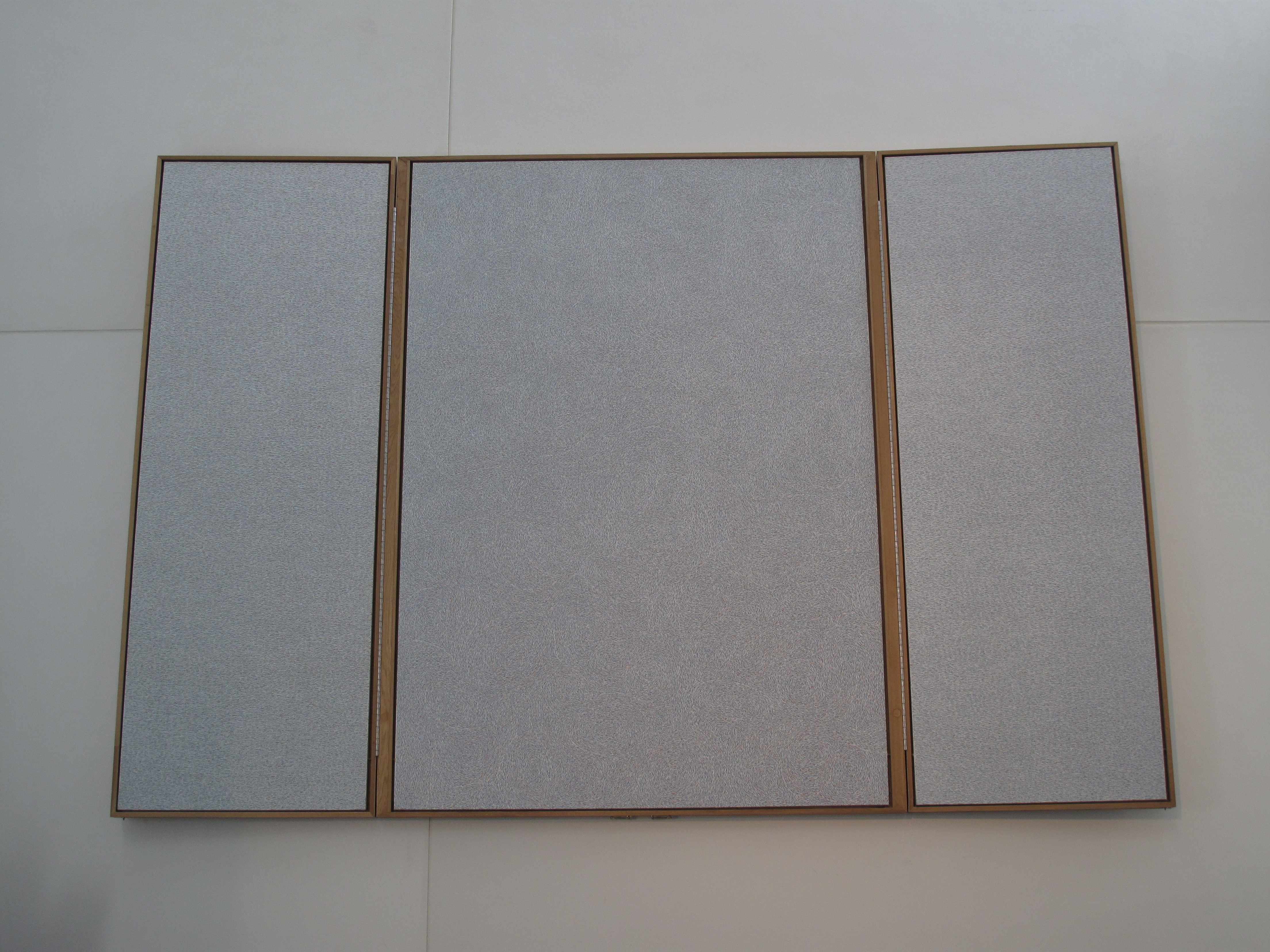
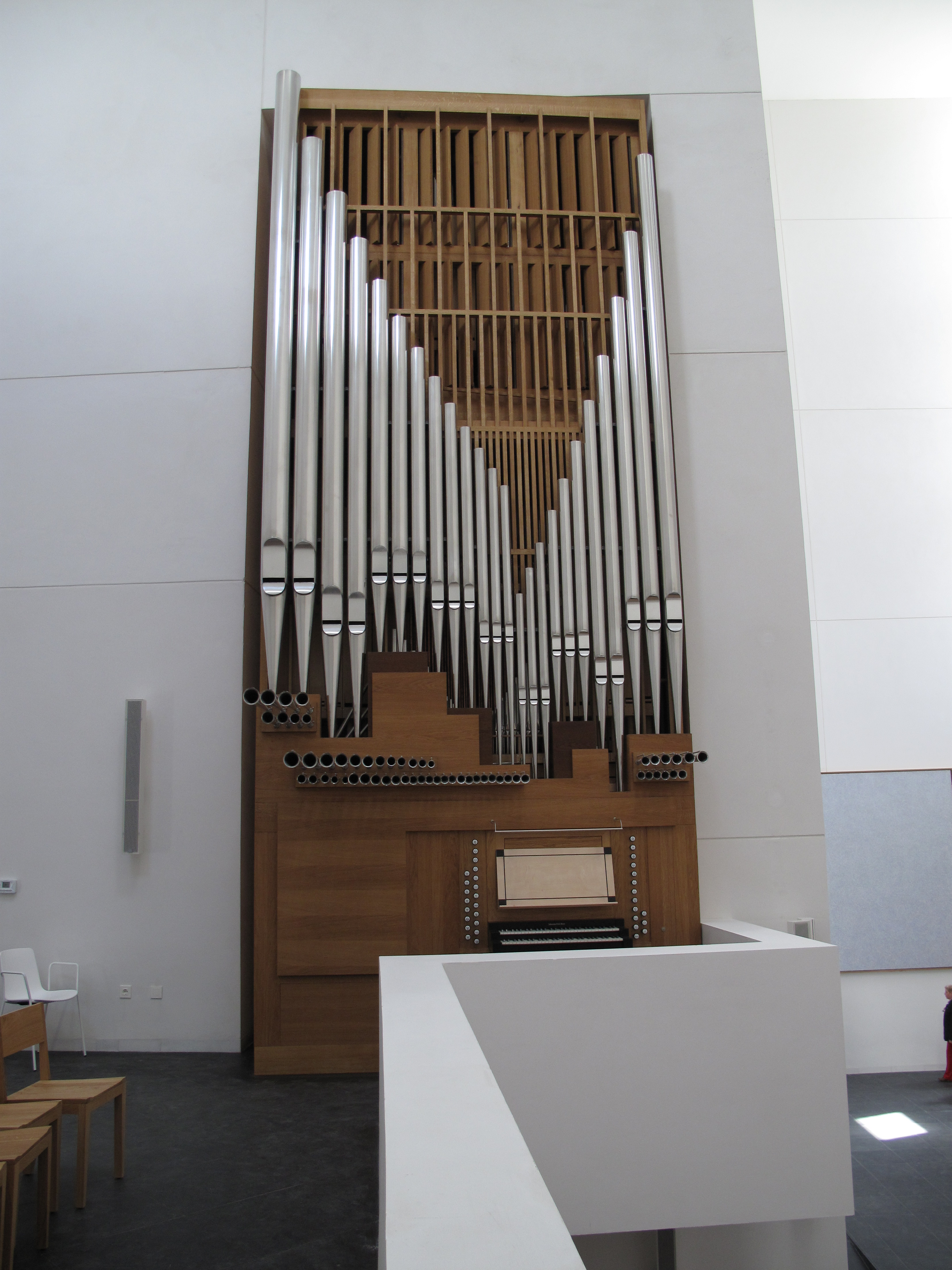
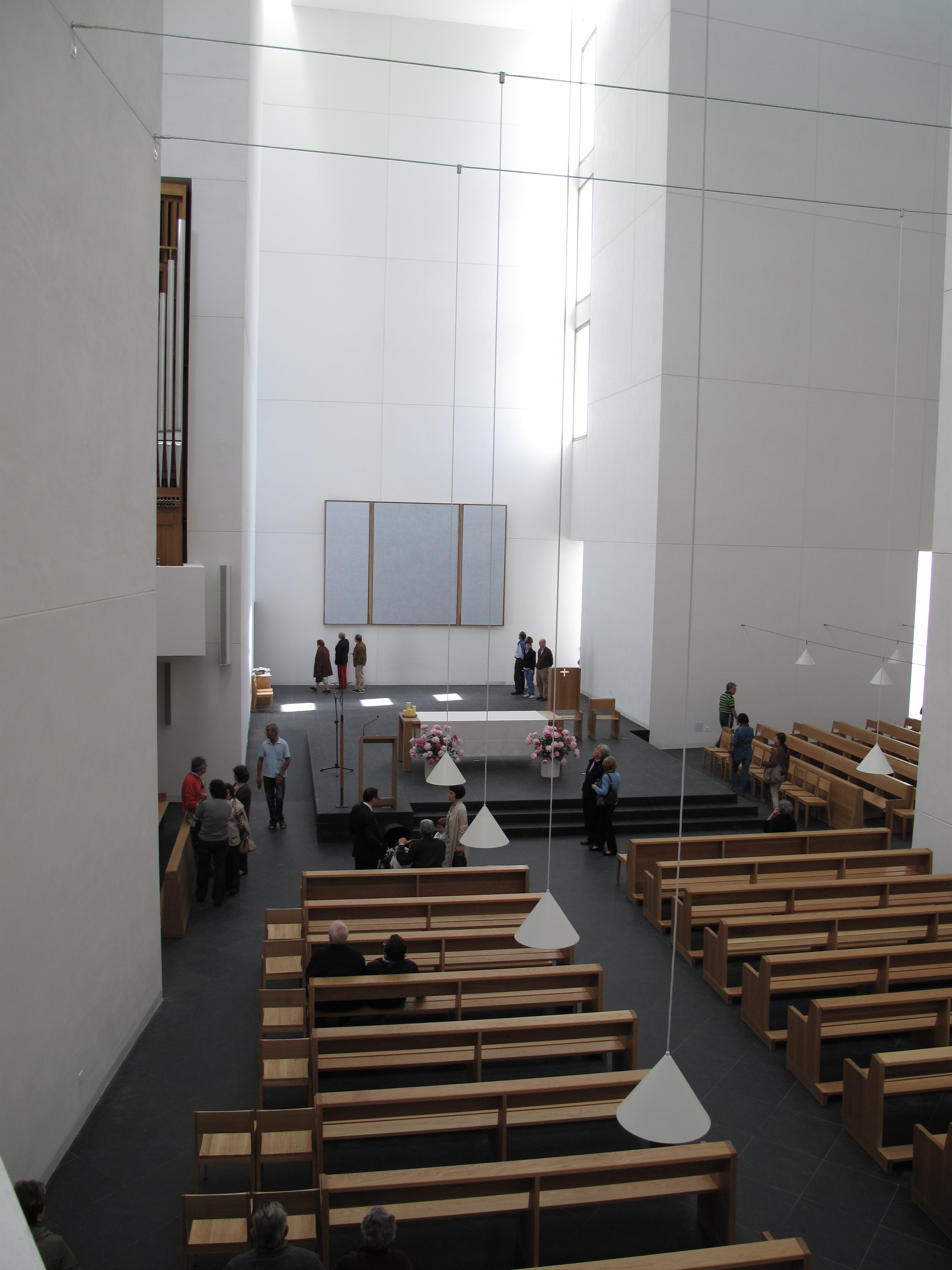
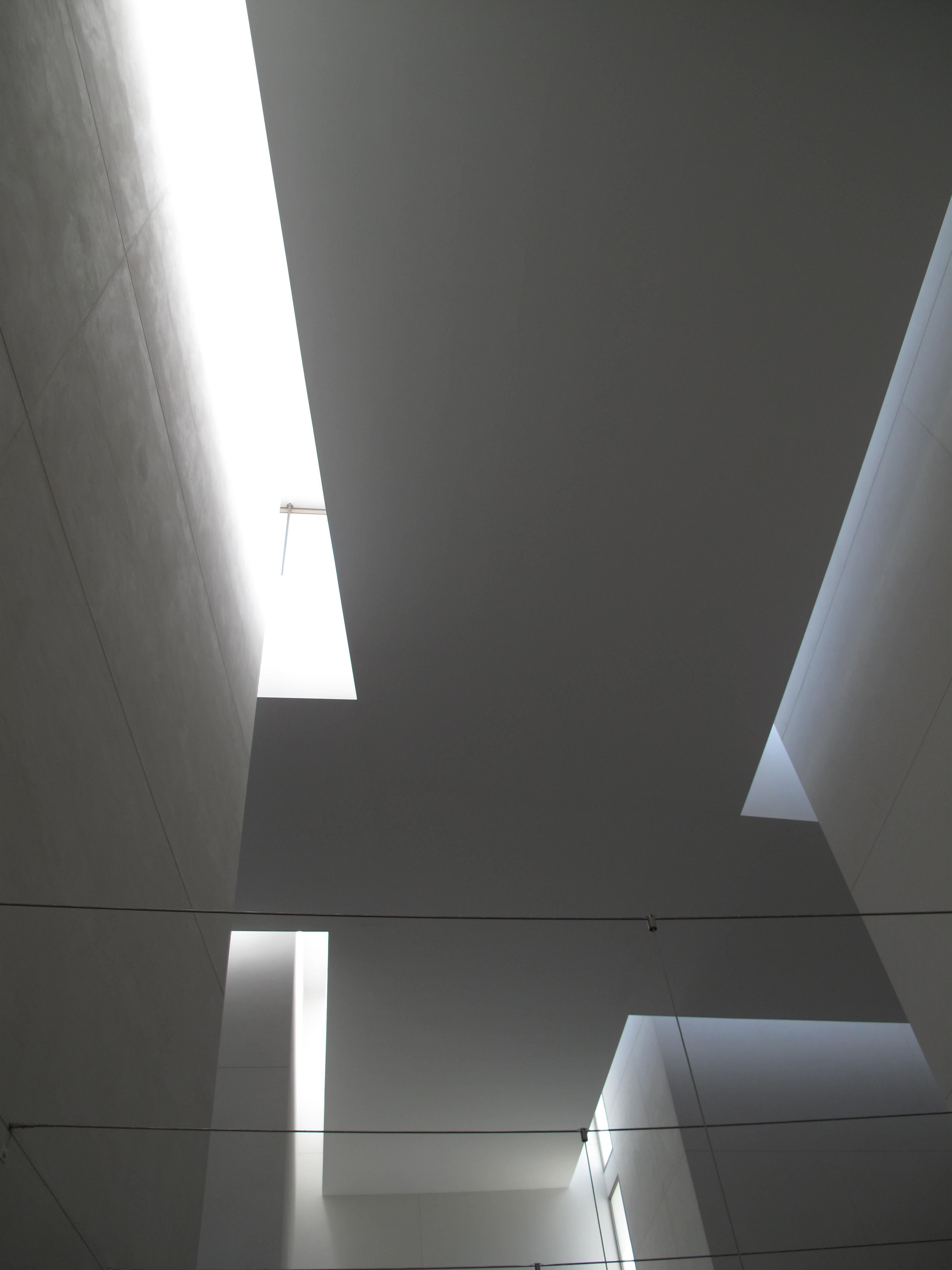
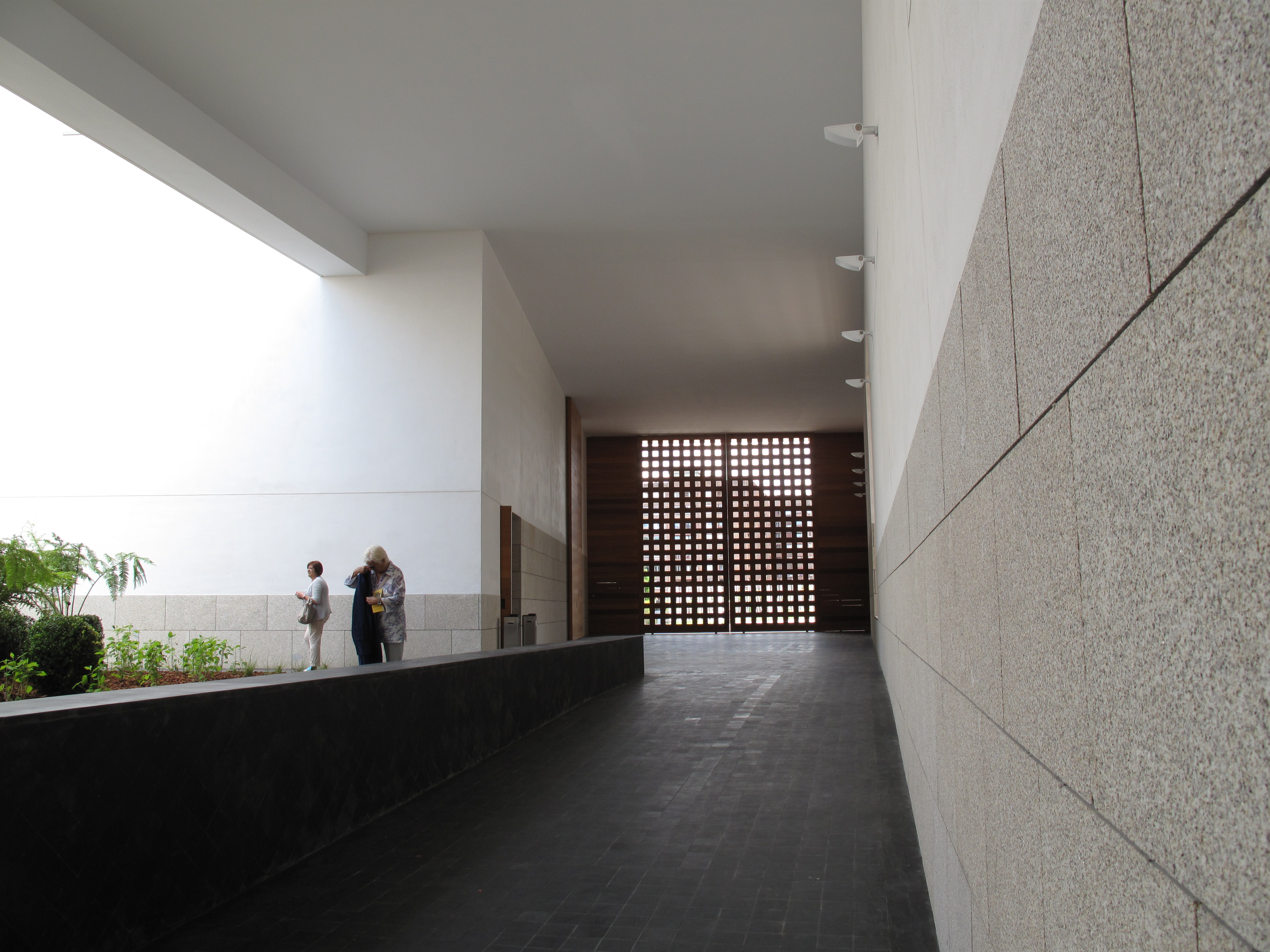
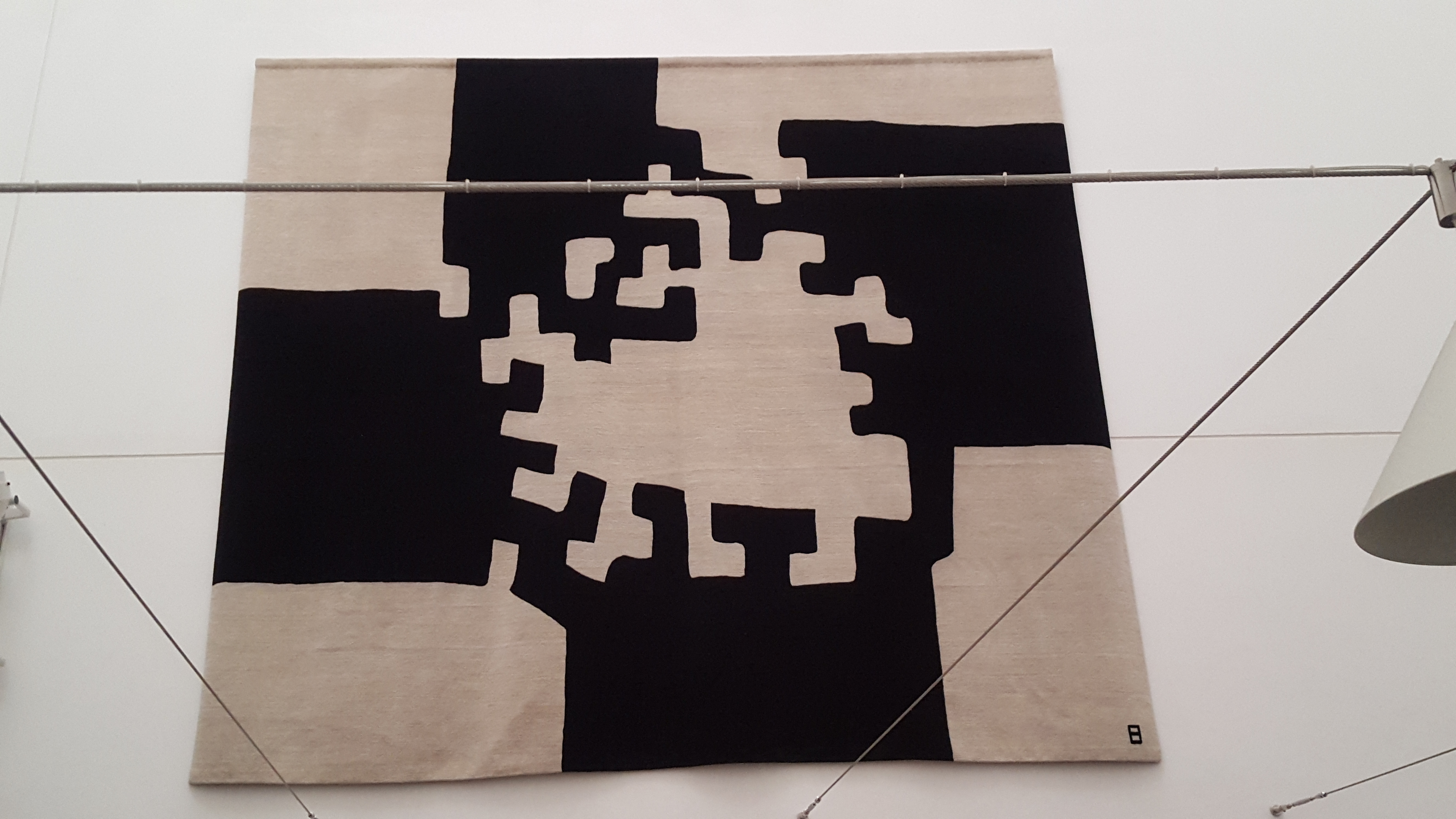
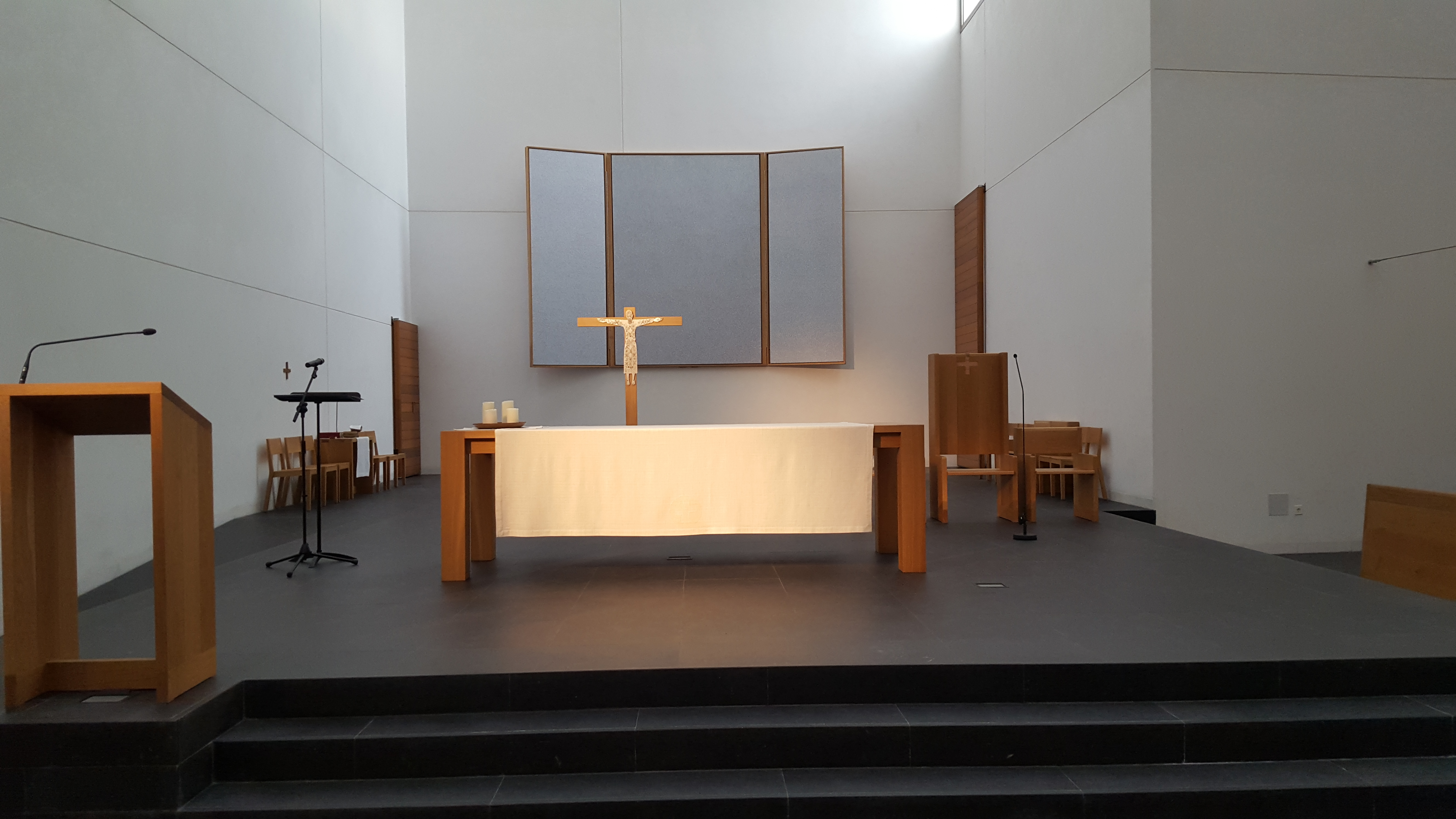